# 老懵董系列
老懵董系列，是作者傅姿燦的成功作品之一，主要是諷刺當時的特首董建華和一些政府要員。

## 老懵董笑話系列
1. 老懵董笑話——2000年8月1日
2. 老懵董與老懵太笑話——2000年8月
3. 老懵董與細路祥——2000年10月
4. 老懵董過新年——2001年1月
5. 老懵董之臥苦藏聾——2001年4月
6. 老懵董之老懵小姐競選——2001年7月
7. 老懵董之百慢富翁——2001年7月
8. 老懵董之輸淨報告——2001年10月
9. 老懵董之尋蠢記——2001年12月
10. 老懵董之蝦你懵董——2002年2月
11. 老懵董之騎呢大懵——2002年4月
12. 老懵董之懵奪世界杯——2002年6月
13. 老懵董之部部激心——2002年8月
14. 老懵董之21世紀懵人網絡——2002年[1]

## 其他
- 老懵董
- 掃把頭
- 董建華肺話
- 建華之亂
- 跟董建華算數
- 曾氏笑話
- 煲呔僧
- IQ楷
- IT楷